# Duala (Sprache)
Duala (Duala: ɓwambo ba duālā; auch Diwala, Dualla, Dwala, Dwela; französisch Douala) ist eine Bantusprache in Kamerun. Sie wird von circa 88.000 Menschen gesprochen.

## Klassifikation
Duala ist eine Nordwest-Bantusprache und gehört zur Duala-Gruppe, die als Guthrie-Zone A20 klassifiziert wird.
Sie hat die Dialekte Bodiman, Mungo (auch Mungu und Muungo), Oli (auch Ewodi, Ouri, Uli, Wuri, Wouri und Koli) und Pongo.

## Geschichte
Über die Anfänge des Duala ist fast nichts bekannt. Als relativ gesichert gilt, dass das Volk der Duala spätestens ab etwa 1600 am heutigen Ort siedelte. Nach eigener Überlieferung sind die Duala zwar zunächst aus dem heutigen Gabun oder Kongo eingewandert, ihre Sprache ist aber stärker verwandt mit kamerunischen Sprachen wie dem Basaa oder Bakoko als mit gabunischen oder kongolesischen Sprachen – obwohl die Basaa schon vor den Duala in der Gegend des Wouri-Ästuars lebten.
Ab dem Beginn des 16. Jahrhunderts unternahmen die Duala, die anfingen, den lokalen Handel mit den Europäern zu dominieren, viele Handelsreisen ins Landesinnere und bis nach Calabar, wodurch ihre Sprache die Funktion einer Lingua franca bekam. Sie verlor als Handelssprache erst an Bedeutung, als Kamerun deutsche Kolonie wurde und das Kamtok immer mehr Einfluss bekam. Gleichzeitig wurde sie jedoch in Schulen und Kirchen genutzt und war die erste kamerunische Sprache mit einer Bibelübersetzung. Der britische Baptistenmissionar Alfred Saker, der 1844 nach Fernando Póo kam, übersetzte bis 1862 das Neue Testament und 1872 das Alte Testament und hatte somit die ganze Bibel fertiggestellt.
Im Winter 1996/1997 landete das Musikprojekt Wes mit „Alane“ den bislang einzigen großen Hit eines Songs in Duala-Sprache.
Heute ist das Duala im Westen des Landes wieder eine Handelssprache, auch aufgrund der steigenden Bevölkerungszahlen der Stadt Douala. Die Sprache ist darüber hinaus in den Départements Moungo, Nkam und Wouri in der Region Littoral und dem Département Fako in der Region Sud-Ouest verbreitet. Circa 25–50 % der zweitsprachigen Sprecher können Duala lesen und schreiben.

## Grammatik
Wie bei Bantusprachen üblich, ist auch das Duala eine agglutinierende Sprache und besitzt ein sogenanntes Nominalklassensystem, das die Nomen in Klassen einteilt, welche jeweils mit unterschiedlichen Klassenpräfixen gekennzeichnet werden. Typisch für seine Zugehörigkeit zum Bantu ist auch, dass das Duala eine Tonsprache ist.

### Phonetik
Das Vokalinventar des Duala ist relativ einfach, allerdings erwähnt Ittmann in seiner Grammatik des Duala neben den in der Tabelle angegebenen /i/ und /u/ auch noch ein 'weites i' sowie ein 'weites u', die vermutlich dem fast geschlossenen /ɪ/ und /ʊ/ entsprechen. Diese Laute sowie der Konsonant /ɾ/, das eine Aussprachevariante von /l/ bzw. /d/ darstellt, werden im offiziellen Allgemeinen Alphabet der kamerunischen Sprachen jedoch nicht aufgeführt.
Das Duala hat demnach sieben Vokale, die gewöhnlich kurz sind. Es besitzt keine Diphthonge.
| Vokale          | vorn | hinten |
| --------------- | ---- | ------ |
| geschlossen     | i    | u      |
| halbgeschlossen | e    | o      |
| halboffen       | ɛ    | ɔ      |
| offen           | a    | .      |

Das Duala besitzt einige der charakteristischen Laute des Protobantu, insbesondere eine größere Anzahl an pränasalierten Plosiven sowie Affrikaten. Einige Laute treten fast nur in Fremd- und Lehnwörtern auf (/g/, /tʃ/ und /f/), andere können nur am Wortanfang auftreten: der Knacklaut vor vokalisch anlautenden Wörtern, /h/ bei einigen Interjektionen, /dʒ/ bei Nomen der Klasse 5.
| Konsonanten              | bilabial | labiodental | alveolar | palatal | velar | glottal |
| ------------------------ | -------- | ----------- | -------- | ------- | ----- | ------- |
| Nasale                   | m        | .           | n        | ɲ       | ŋ     | .       |
| Plosive                  | p/b      | .           | t/d      | .       | k/g   | ʔ       |
| Pränasalierte Plosive    | mp/mb    | .           | -/nd     | .       | ŋk/ŋg | .       |
| stimmhafte Implosive     | ɓ        | .           | ɗ        | .       | .     | .       |
| Frikative                | .        | f/-         | s/-      | .       | .     | h/-     |
| Approximanten            | .        | .           | l        | .       | w     | .       |
| Taps/Flaps               | .        | .           | ɾ        | .       | .     | .       |
| Affrikaten               | .        | .           | .        | tʃ/dʒ   | .     | .       |
| Pränasalierte Affrikaten | .        | .           | ntʃ/ndʒ  | .       | .     |         |

Das Duala hat diverse Assimilations- und Vokalharmonieregeln, die unter anderem auch der Auslöser für das Vorkommen pränasalierter Plosive und Affrikaten am Wortanfang sind.

#### Silbenstruktur
Im Duala können neben Vokalen auch Nasale den Silbenkern bilden. Im Ansatz kann ein Nasal auftreten, sofern das Wort mit einem pränasalierten Konsonanten beginnt. Die meisten Silben im Duala sind offen ((N)CV oder N), selten sind geschlossene Silben ((N)CVC).

#### Töne
Das Duala besitzt eine ganze Reihe von Tönen, darunter einige, die allein durch das Zusammentreffen bereits bestehender Töne entstehen. Folgende Töne gibt es im Duala:
- hoch ◌́
- tief ◌̀
- mittel ◌̄
- steigend ◌̌
- fallend ◌̂
- hoch-fallend ◌᷇
- hoch-steigend ◌᷄
- tief-fallend ◌᷆
- tief-steigend ◌᷅
- steigend-fallend ◌᷉
- fallend-steigend ◌᷈

Die zusammengesetzten Töne entstehen nicht nur durch das Zusammentreffen einfacher Töne an Morphem- und Wortgrenzen, sondern auch durch globale Regeln, welche ein graduelles Absinken der Töne im Verlauf des Satzes bewirken.

### Schreibung
Für das Duala existieren im Wesentlichen zwei unterschiedliche Schreibweisen, die jeweils auf der lateinischen Schrift beruhen. Die ältere Schreibweise geht auf ein von der Basler Mission unter Mithilfe von Carl Meinhof 1901 entwickeltes Alphabet zurück, das lediglich lateinische Buchstaben verwendet, die zum Teil mit Diakritika versehen sind. Die neuere Schreibweise wurde 1978 im Allgemeinen Alphabet der kamerunischen Sprachen (engl. GACL) festgelegt. Einige der enthaltenen Buchstaben sind dabei aus dem Internationalen Phonetischen Alphabet entnommen.
| Die Alphabete in Vergleich | Die Alphabete in Vergleich | Die Alphabete in Vergleich | Die Alphabete in Vergleich | Die Alphabete in Vergleich | Die Alphabete in Vergleich | Die Alphabete in Vergleich | Die Alphabete in Vergleich | Die Alphabete in Vergleich | Die Alphabete in Vergleich | Die Alphabete in Vergleich | Die Alphabete in Vergleich | Die Alphabete in Vergleich | Die Alphabete in Vergleich | Die Alphabete in Vergleich | Die Alphabete in Vergleich | Die Alphabete in Vergleich | Die Alphabete in Vergleich | Die Alphabete in Vergleich | Die Alphabete in Vergleich | Die Alphabete in Vergleich | Die Alphabete in Vergleich | Die Alphabete in Vergleich | Die Alphabete in Vergleich | Die Alphabete in Vergleich | Die Alphabete in Vergleich | Die Alphabete in Vergleich | Die Alphabete in Vergleich |
| -------------------------- | -------------------------- | -------------------------- | -------------------------- | -------------------------- | -------------------------- | -------------------------- | -------------------------- | -------------------------- | -------------------------- | -------------------------- | -------------------------- | -------------------------- | -------------------------- | -------------------------- | -------------------------- | -------------------------- | -------------------------- | -------------------------- | -------------------------- | -------------------------- | -------------------------- | -------------------------- | -------------------------- | -------------------------- | -------------------------- | -------------------------- | -------------------------- |
| Meinhof                    | Aa                         | Bb                         | Cc                         | Dd                         | Ee                         | E̱e̱                         | Ff                         | Gg                         | Hh                         | Ii                         | Jj                         | Kk                         | Ll                         | Mm                         | Nn                         | Ṅṅ                         | Ńń                         | Oo                         | O̱o̱                         | Pp                         | Rr                         | Ss                         | Tt                         | Uu                         | Ww                         | Yy                         |                            |
| GACL                       | Aa                         | Bb                         | Cc                         | Dd                         | Ee                         | Ɛɛ                         | Ff                         | Gg                         | Hh                         | Ii                         | Jj                         | Kk                         | Ll                         | Mm                         | Nn                         | Ŋŋ                         | NYny                       | Oo                         | Ɔɔ                         | Pp                         | Rr                         | Ss                         | Tt                         | Uu                         | Ww                         | Yy                         |                            |
| Phoneme                    | a                          | b,ɓ                        | c                          | d,ɗ                        | e                          | ɛ                          | f                          | ɡ                          | h                          | i                          | dʒ                         | k                          | l                          | m                          | n                          | ŋ                          | ɲ                          | o                          | ɔ                          | p                          | ɾ                          | s                          | t                          | u                          | w                          | j                          |                            |